# Himmelsleiter (Architektur)

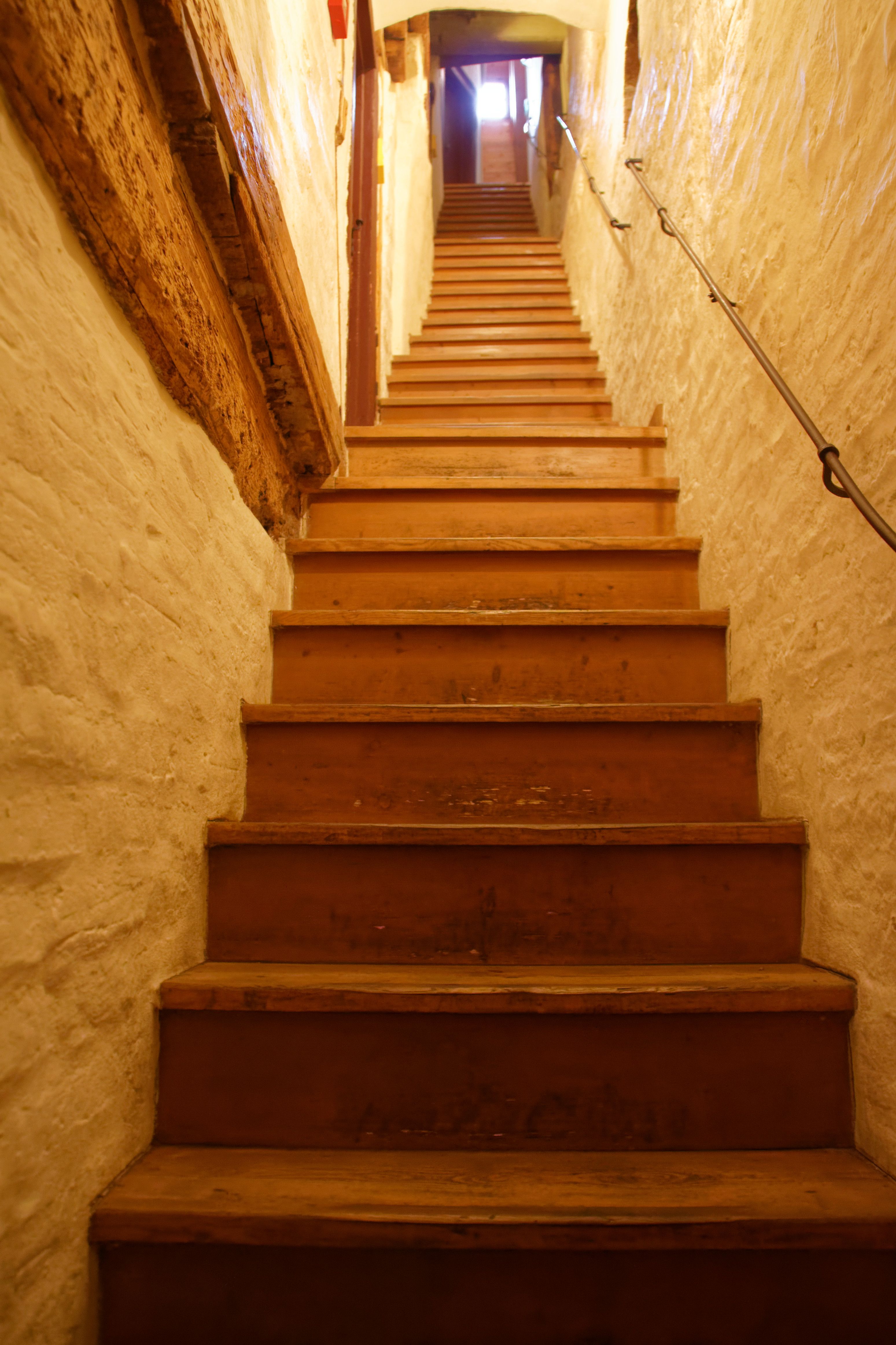
Himmelsleiter im Haus Sterneckerstraße 2 in München von unten
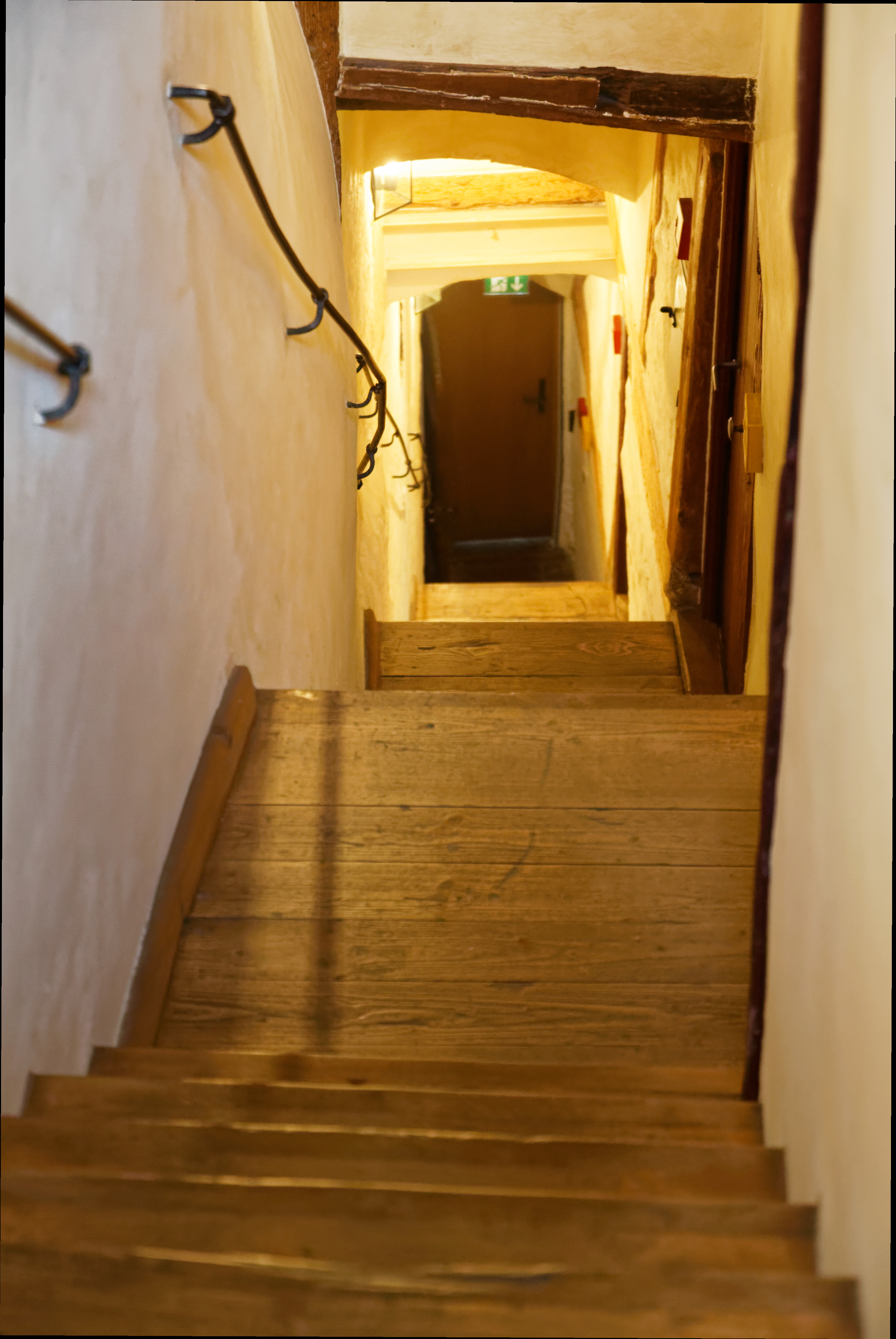
Himmelsleiter im Haus Sterneckerstraße 2 in München von oben

Als Himmelsleiter wird in der Architektur eine bestimmte Bauform von Treppen und Treppenhäusern bezeichnet, wie sie insbesondere in mittelalterlichen Bauten vor allem in München verwendet wurde.

## Beschreibung
Eine Himmelsleiter ist eine geradläufige Treppe, die mehrere Stockwerke miteinander verbindet. Meist ist sie auf beiden Seiten direkt von der Wand des Treppenhauses begrenzt, sodass das Treppenhaus keine größere Grundfläche als die Treppe selber hat. An den Zugängen zu den einzelnen Stockwerken befindet sich in der Regel ein Treppenabsatz. Vom Fuß der Treppe kann man so bis zum obersten Stockwerk sehen. Am Ende des Treppenhauses lässt in der Regel ein Fenster Licht einfallen. So entsteht ähnlich wie bei den im Freien angelegten Himmelstreppen der Eindruck, die Treppe würde bis in den Himmel reichen.
Gebräuchlich wurde diese Bauart in München ab dem späten Mittelalter. So gibt es beispielsweise im Ignaz-Günther-Haus eine drei Stockwerke verbindende Himmelsleiter aus dem 15. Jahrhundert, im Haus Sterneckerstraße 2 eine vier Stockwerke verbindende Himmelsleiter aus dem 16. Jahrhundert. Begünstigt wurde diese Bauweise durch die Form der Grundstücke in der Münchner Altstadt, die oft tief und schmal waren.

## Erhaltene Beispiele

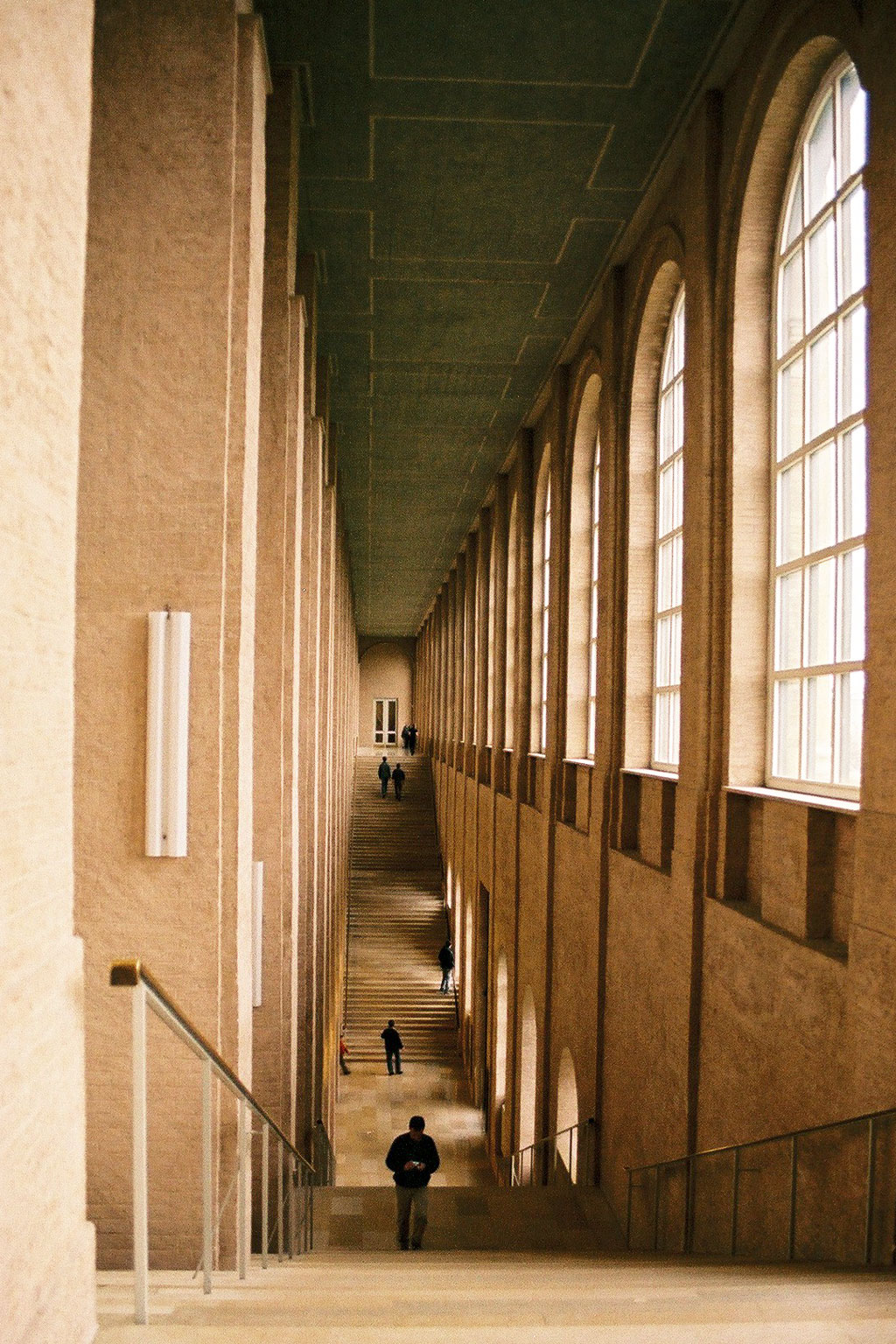
Treppenhaus der Alten Pinakothek in München

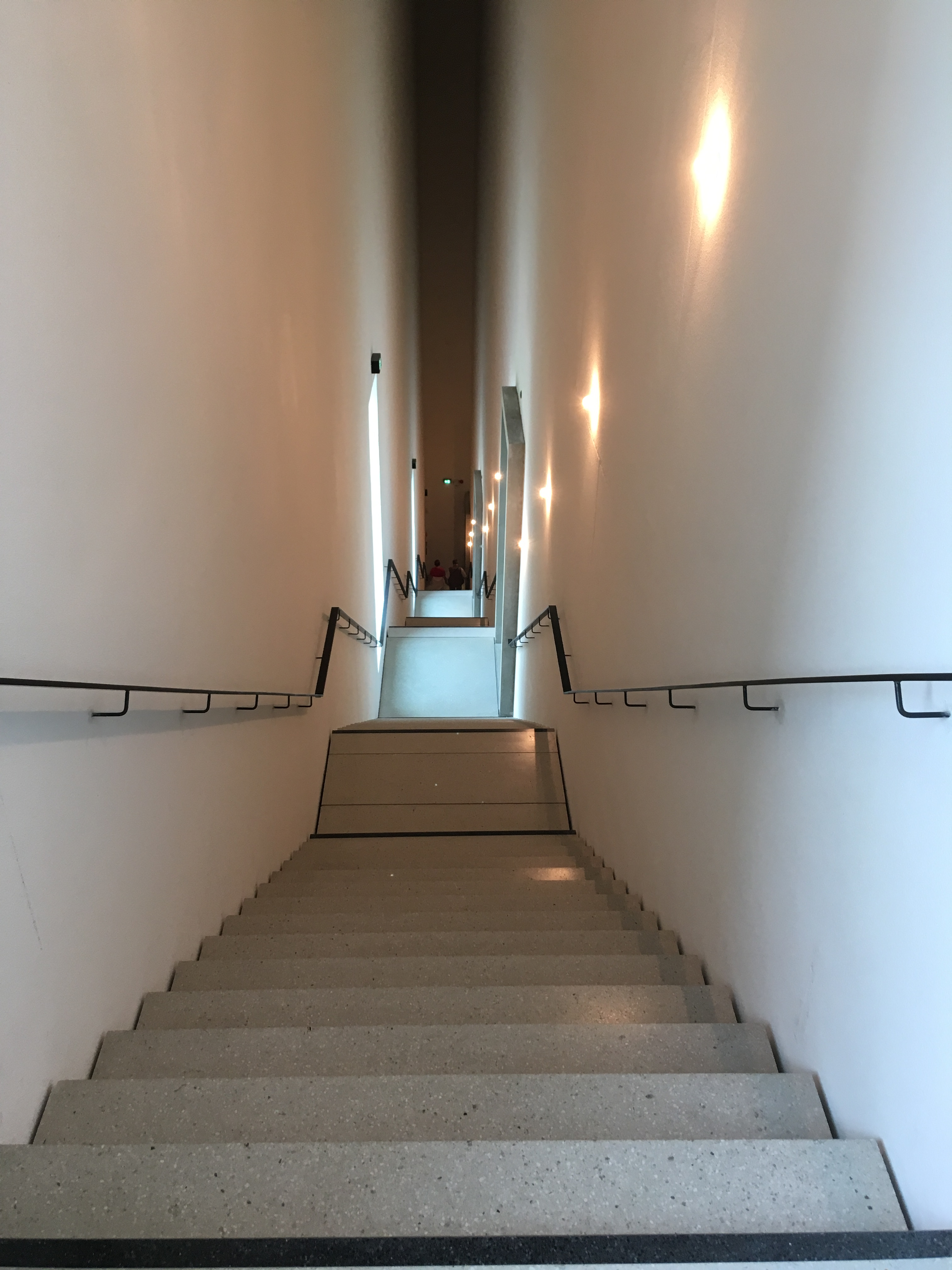
Treppenhaus des Bauhaus-Museums in Weimar

Erhalten sind historische Himmelsleitern beispielsweise in folgenden Bauwerken:
- Weinstadl, Burgstraße 5, München, ehemaliges Stadtschreiberhaus[2]
- Burgstraße 8, München[3]
- Oberanger 11, München, Teil des Ignaz-Günther-Hauses[4]
- Sterneckerstraße 2, München, Sitz des Bier- und Oktoberfestmuseums,[5]

Orientiert am historischen Vorbild wurden beispielsweise Treppen in folgenden Bauwerken angelegt:
- Alte Pinakothek, München (beim Wiederaufbau nach dem Zweiten Weltkrieg)[6]
- Bayerische Staatskanzlei, München[1]
- Jüdisches Museum München, München[1]
- Neubau der Max-Planck-Gesellschaft am Hofgarten in München[1]

Weitere neuere Beispiele:
- Paul-Löbe-Haus in Berlin[6]
- Jüdisches Museum Berlin[6]
- Treppenhaus in der Kölner Globetrotter-Filiale[7]
- Neubau des Bauhaus-Museums in Weimar
- Junghans-Terrassenhaus in Schramberg, errichtet 1916–1918 von Philipp Jakob Manz[8][9]

## Literarische Verarbeitung

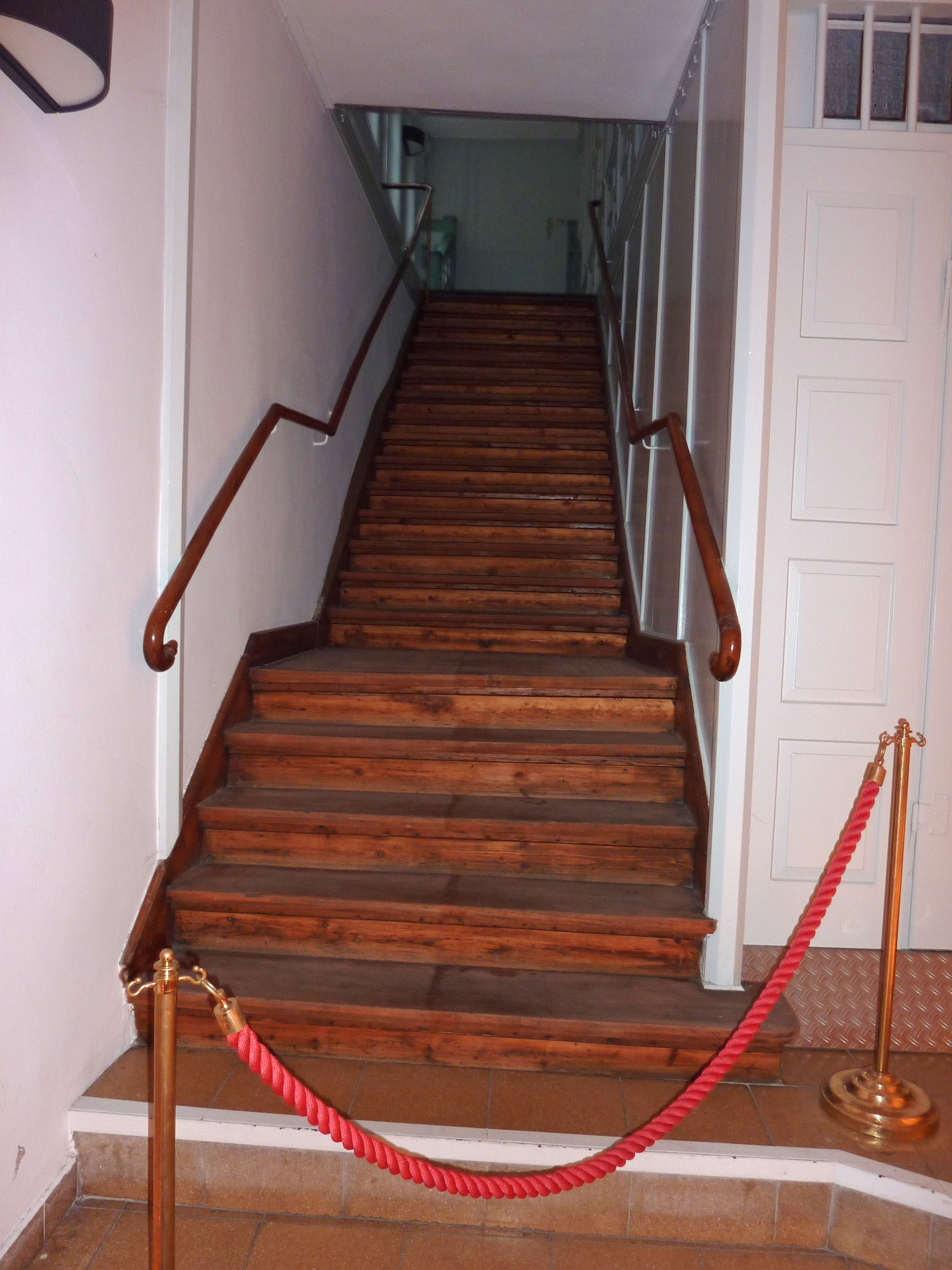
Himmelsleiter im Haus von Elisabeth Mann in Esslingen

Thomas Mann erwähnt eine Himmelsleiter in seinem Roman Buddenbrooks, wo der Protagonist Alois Permaneder sich ebendort von seiner Frau Tony beim Techtelmechtel mit der Köchin Babette erwischen lässt. Da Elisabeth Mann, das Vorbild der Tony Buddenbrook, in Esslingen wohnhaft war, wird auch dort im Wohnhaus von Elisabeth in der Webergasse eine „Himmelsleiter“ reklamiert, welche aber, anders als die Thomas Mann aus seiner Zeit in München bekannten Himmelsleitern, nur zwei Stockwerke miteinander verbindet.